# 火星地球化

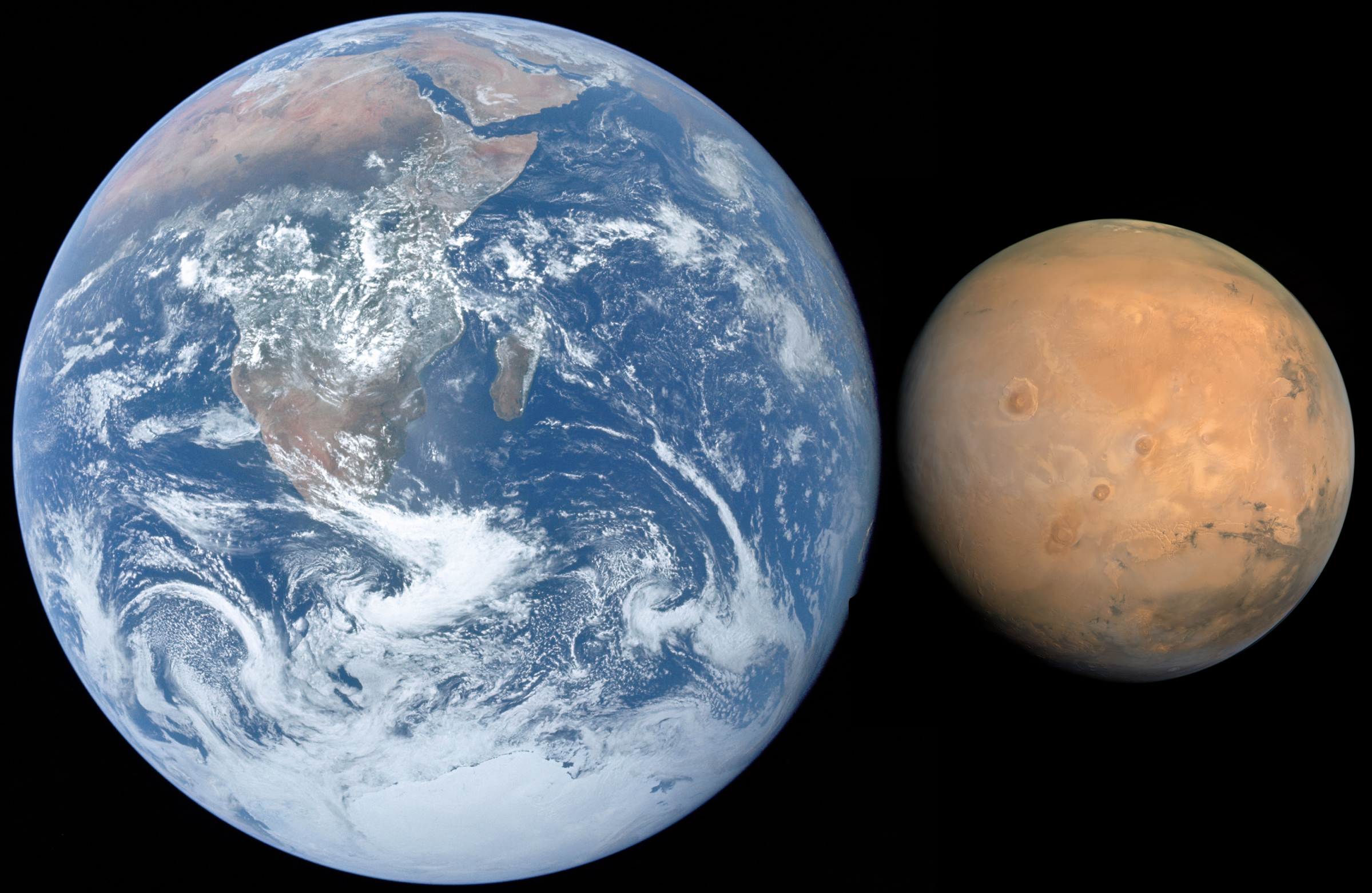
火星（右）與地球（左）的體積比較。

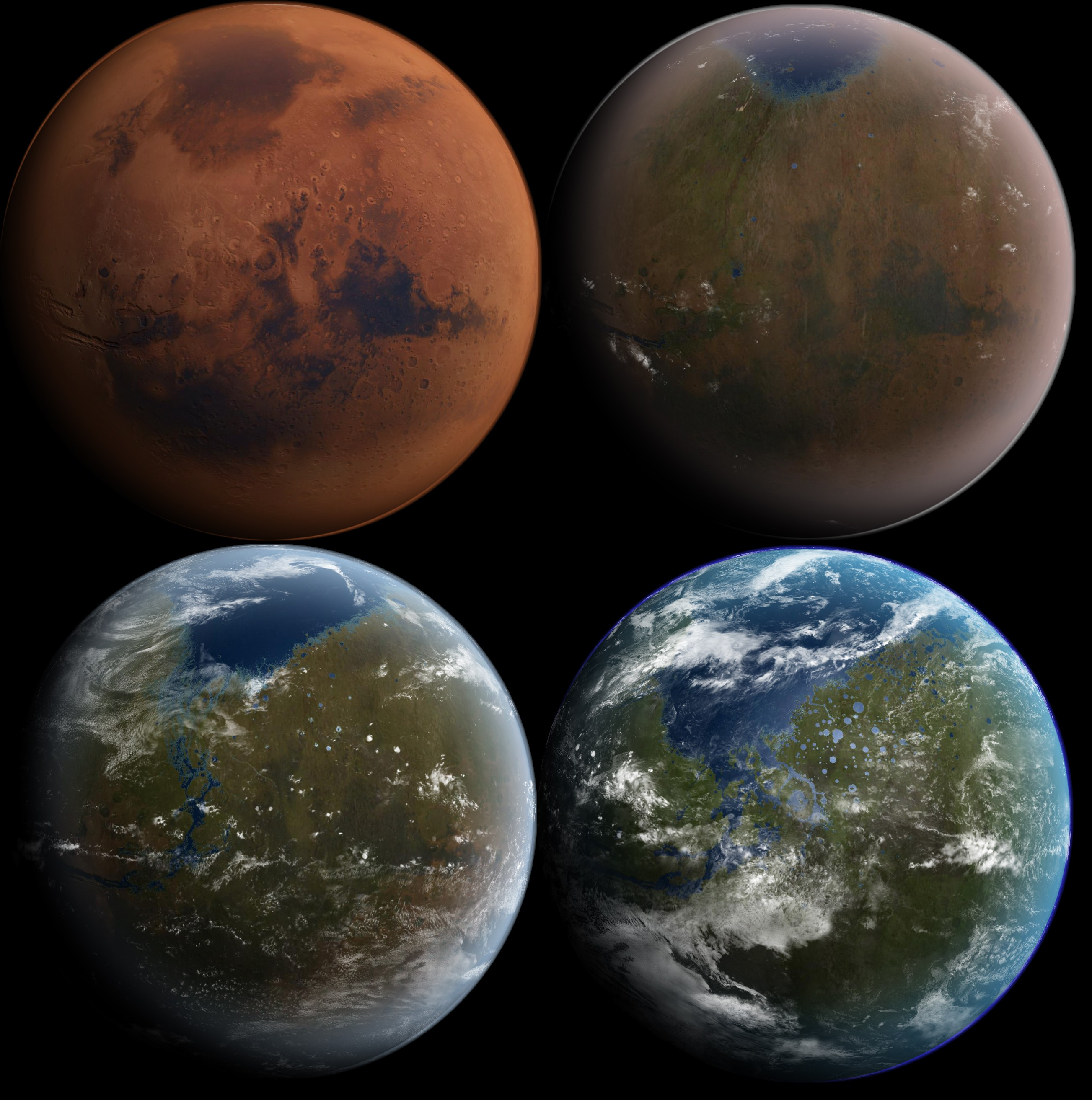
模擬的火星地球化過程

火星地球化是將火星改造成人類可居住的星球，即改造成類似地球的環境这一过程。
概念的可行性依靠在火星的環境是否可以通過人為手段改變，以及建立一個人造生物圈的可行性。現時已有不少提出的解決方法，其中一些受到經濟和自然資源的不允許和限制，但一些方法在現時技術上已經可以實現。
现代科技能力能做到的是在火星上面建立太空站等，并利用土地上富有的铁与硅制成大型的玻璃保护罩。玻璃保护罩必须有可挡宇宙辐射的屏障，但也可造成温室效应。可以通过加强保护罩的气压、再引水分进罩裏、培养无土植物调节空氣。
罩内动能采用电动模式，以太阳能和核能为主要能源。用机械能天梯作地球与火星物质交换。
美國毅力號火星探測器於2020年7月發射升空，探測器載有火星氧氣 ISRU 實驗儀（MOXIE），用於一項探索性技術研究：嘗試從火星大氣中的二氧化碳中產生氧氣。如果這項技術取得成功，未來可能擴大規模，種植大量機械樹在火星製造氧氣，為居住在火星的人類提供生命支持，或為返回地球的太空船提供燃料。

## 動機
考慮到相似性和鄰近性，火星將成為太陽系中最合適的太空殖民目標之一。2003年8月在美国召开了「火星移民研究国际会议」，火星地球化提議在未來幾個世紀中將火星改造成一個地球化星球，使之成为未来人类的第二個家園。

## 挑戰
火星地球化試圖解決這些問題：
- 有毒氣體
- 無液態水
- 頻繁沙塵暴
- 含有過氯酸鹽的有毒土壤

## 方法
火星的地球化可以有以下幾個方法：
1. 在大气中增加适量的气体（包括溫室氣體和適合生物生存的氣體），增加地表溫度與氣壓，主要是為了液態水，其次是植物、動物。
2. 在太空中架設巨大反射（或折射）鏡群，增加照射到火星表面的太陽光強度。
3. 大量融解地下凍土層，再把水引到地表。雖然一開始會結冰，但隨著工程進行，冰層進而融化形成水圈。
4. 在冰上（包括兩極）培植深色藻類或散佈煤灰等深色物質增加吸熱进而加速融化。
5. 散布固沙菌類、植物，防止沙暴的發生，進而生成土壤，擴大居住地。
6. 建立行星推進器（引擎），改變火星運行軌道。

在進行融化地下層時，雖然上層凍土的重量會把下面融解的液態水擠到地表，但是地層會下陷，而且結成的冰會增加地表的反照率，加上昇華至大氣的水，都會改變氣候，因此這些因素都要考慮進去。
另外，來自太空的輻射，雖然可以用太空的反射鏡處理，但是這些鏡子是非常脆弱的。不過隨著大氣逐漸增厚，問題就小多了。最根本的辦法就是到地核去啟動火星的磁場，抵抗太陽風和宇宙射線。但是這需要大量的能量，需要的技術還得再加強，且地磁的成因仍未完全了解。
改造火星一般估計要花非常長的時間，例如千年。不過在動工之前，人類應完整而仔細的審視這星球的一切，並且設立保護區與開發限制。因為只要一開工，保存久遠的地質資料和景觀可能因為加速侵蝕而遭破壞，例如位於極冠中的沉積資料可能會消失。